# Archichauliodes conversus
Archichauliodes conversus är en insektsart som beskrevs av Günther Theischinger 1983. Archichauliodes conversus ingår i släktet Archichauliodes och familjen Corydalidae. Inga underarter finns listade i Catalogue of Life.